# Keda
Keda là một chi ruồi trong họ Syrphidae.